# Astigmatina
Die Astigmatina sind eine Gruppe kleiner Milben die je nach systematischem Ansatz als Ordnung oder Unterordnung (dann als Astigmata), nach der Systematik der Milben von  G. W. Krantz und D. E. Walter als Kohorte aufgefasst werden. Die Gruppe ist weltweit verbreitet und hat nahezu alle Lebensräume besiedelt. Viele Arten sind Parasiten, so zum Beispiel die Erreger von Krätze und Räude (Grabmilben (Sarcoptes), Familie Sarcoptidae und Saugmilben (Psoroptes), Familie Psoroptidae).

## Merkmale
Es handelt sich um kleine Tiere mit 0,2 bis 1,8 Millimetern Körperlänge. Sie sind hellhäutig und bis auf dünne Schilde auf dem Rücken mancher Arten ungepanzert. Der Körper besteht aus wahrscheinlich 14 Segmenten, die bei den meisten Arten so vollständig verschmolzen sind, dass häufig auch keine Trennung in Prosoma und Opisthosoma vorliegt (Idiosoma), wobei oft noch eine Naht zwischen diesen Bereichen erkennbar ist. Auf dem vorderen Rücken fehlen Trichobothrien und meist auch die Augen. Der hintere Teil des Körpers ist gewöhnlich sackartig und weist zwei seitliche Drüsen auf, die oft als Öldrüsen bezeichnet werden. Innerhalb des Körpers sind podocephale Kanäle vorhanden. Tracheen (und damit auch ihre Öffnungen, die Stigmen) fehlen, ein Herz ist ebenfalls nicht vorhanden.
Die Mundwerkzeuge können bei parasitischen Formen stark abgewandelt sein, umfassen aber im Normalfall scherenförmige Cheliceren, die nicht von einem Dach bedeckt und daher von oben sichtbar sind und kleine, zweigliedrige Pedipalpen. Rutella (Kieferladen) fehlen. Die Laufbeine besitzen keine echten Klauen, können aber klauenartig enden und einen Pulvillus besitzen. Ihre Coxae sind in die Bauchfläche des Idiosomas einbezogen, so dass lediglich ihre vorderen und hinteren Grenzen als Apodeme sichtbar sind. 
Der Sexualdimorphismus ist meist ausgeprägt. Die Männchen besitzen einen Aedeagus und zur Anhaftung am Weibchen ein Paar Saugnäpfe am After und zu Haftstrukturen umgebildete Borsten an den Tarsen des vierten Beinpaars, das sich häufig von den anderen Beinpaaren deutlich unterscheidet. Die Weibchen besitzen neben dem Oviporus (Legeöffnung) eine Bursa copulatrix (Begattungstasche), die am Körperende oder am hinteren Rücken liegt.

## Entwicklung
Nach der Larve treten zwei Nymphenstadien auf (Protonymphe und Tritonymphe). Bei manchen Gattungen treten, vor allem unter ungünstigen Lebensbedingungen auch Deutonymphen auf, die sich in ihrem Äußeren stark von den anderen Nymphen und den erwachsenen Tieren unterscheiden, eine stärkere Kutikula und verkümmerte Mundwerkzeuge haben. Sie können als mobile Wandernymphen ausgebildet sein, welche am Bauch hinter den Coxae eine Reihe Saugnäpfe besitzen, mit denen sie sich an anderen Tieren festheften und so in geeignetere Lebensräume gelangen können, wo sie sich meist zur Tritonymphe weiterentwickeln. Deutonymphen können auch als Dauernymphen mit kurzen oder komplett reduzierten Beinen entwickelt sein, die unbeweglich sind und bei manchen Arten innerhalb der Cuticula der Protonymphe verbleiben. Diese Dauerstadien sind sehr widerstandsfähig gegen Trockenheit, Hitze und Kälte und können so das Überleben einer Population am Ort über ungünstige Monate hinweg sichern. Die meisten Arten können nur eine der beiden Deutonymphen-Formen ausbilden.

## Systematik

### Äußere Systematik
Die genaue Stellung der Astigmatina innerhalb der Milben ist umstritten. Da die Gruppe sich evolutionär schnell verändert, ergeben sowohl morphologische, als auch molekularbiologische Untersuchungen schwierig interpretierbare Ergebnisse. Klassisch wurden die Astigmata als eine von vier Großgruppen innerhalb der Milben neben den Hornmilben (Oribatida), den Endeostigmata und den Trombidiformes betrachtet. Weitgehend akzeptiert ist die enge Verwandtschaft zwischen Astigmatina und Oribatida und neuere molekularbiologische Untersuchungen zeigen, dass die Astigmatina wahrscheinlich eine Gruppe innerhalb der Oribatida darstellen. Danach sind die Astigmata als Gruppe etwa 370 Millionen Jahre alt, wobei die ältesten fossilen Belege aus 35 bis 40 Millionen Jahre altem Bernstein stammen.

### Innere Systematik
Innerhalb der Astigmatina werden zwei Gruppen mit etwa 3000 Arten in 12 Überfamilien und etwa 70 Familien unterschieden:
Acaridia (primär frei lebende Tiere)
- Schizoglyphoidea
  - Schizoglyphidae

- Histiostomatoidea
  - Histiostomatidae
  - Guanolichidae

- Canestrinioidea
  - Chetochelacaridae
  - Lophonotacaridae
  - Canestriniidae
  - Heterocoptidae

- Hemisarcoptoidea
  - Chaetodactylidae
  - Hyadesiidae
  - Carpoglyphidae
  - Algophagidae
  - Hemisarcoptidae
  - Winterschmidtiidae

- Glycyphagoidea
  - Euglycyphagidae
  - Chortoglyphidae
  - Pedetropodidae
  - Echimyopodidae
  - Aeroglyphidae
  - Rosensteiniidae
  - Glycyphagidae

- Acaroidea
  - Sapracaridae
  - Suidasiidae
  - Lardoglyphidae
  - Glycacaridae
  - Gaudiellidae
  - Acaridae

- Hypoderoidea
  - Hypoderidae

Psoroptidiavorwiegend parasitisch lebende Tiere
- Pterolichoidea
  - Oconnoriidae
  - Ptiloxenidae
  - Pterolichidae
  - Cheylabididae
  - Ochrolichidae
  - Gabuciniidae
  - Falculiferidae
  - Eustathiidae
  - Crypturoptidae
  - Thoracosathesidae
  - Rectijanuidae
  - Ascouracaridae
  - Syringobiidae
  - Kiwilichidae
  - Kramerellidae

- Freyanoidea
  - Freyanidae
  - Vexillariidae
  - Caudiferidae

- Analgoidea
  - Heteropsoridae
  - Analgidae
  - Xolalgidae
  - Avenzoariidae
  - Pteronyssidae
  - Proctophyllodidae
  - Psoroptoididae
  - Trouessartiidae
  - Alloptidae
  - Thysanocercidae
  - Dermationidae
  - Epidermoptidae
  - Apionacaridae
  - Dermoglyphidae
  - Laminosioptidae
  - Knemidokoptidae
  - Cytoditidae

- Pyroglyphoidea
  - Pyroglyphidae
  - Turbinoptidae

- Psoroptoidea
  - Psoroptidae
  - Galagalgidae
  - Lobalgidae
  - Myocoptidae
  - Rhyncoptidae
  - Audycoptidae
  - Listrophoridae
  - Chirodiscidae
  - Atopomelidae
  - Chirorhynchobiidae
  - Gastronyssidae
  - Lemurnyssidae
  - Pneumocoptidae
  - Sarcoptidae

- incertae sedis
  - Ptyssalgidae
  - Psoralgidae

incertae sedis
- Troglotacaridae

Der älteste bekannte fossile Vertreter der Astigmata ist die in eozänem Baltischen Bernstein häufig vorkommende Art Glaesacarus rhombeus der ausgestorbenen monotypischen Familie Glaesacaridae.